# Michael Baigent
Michael Baigent, ursprungligen Michael Barry Meehan född 27 februari 1948 i Christchurch, Nya Zeeland, död 19 juni 2013 i Brighton, Storbritannien, var en nyzeeländsk författare och spekulativ historiker. Han skrev flera böcker som ifrågasätter den allmänna uppfattningen av historien och i huvudsak Jesus. Hans mest kända bok heter Heligt blod, helig Gral (The Holy Blood and the Holy Grail, 1982), skriven tillsammans med Richard Leigh och Henry Lincoln, som lade fram teorin om en blodslinje efter Jesus och Maria från Magdala som skulle ha gift in sig i den franska kungaätten Merovingerna. När Dan Browns roman Da Vinci-koden kom 2003 stämdes Brown av Baigent och Leigh för att ha plagierat deras verk. Leigh och Blaigent förlorade stämningen 2007 och ruinerades av kostnaderna, som uppgick till tre miljoner pund.
Baigent har beskrivits som en religiös sökare och han skrev fjorton böcker som alla hade att göra med hans kristna tro.

## Biografi
Hans far var lärare och passionerad katolik vars religiösa iver stötte bort sonen. Vid åtta års ålder flyttade Baigent och hans mor Jean till morfadern, Lewis Baigent, vars efternamn Baigent antog. Efter avklarade universitetstudier i religion och filosofi 1972 reste Baigent runt i världen, han besökte länder som Indien och Bolivia, och arbetade bland annat som krigsfotograf i Laos och modefotograf i Madrid i Spanien. Under resan skaffade han sig två andranamn, Ferran och Meritxell. 1976 bosatte han sig i London, där han arbetade på BBC och tog nattskift på en fabrik i Brentford, och träffade Lincoln och Leigh.
År 1982 gifte han sig med en inredningsdesigner vid namn Jane, som han fick två barn med. Paret uppfostrade även två barn som hustrun hade med sig från ett tidigare äktenskap. Familjen förlorade sitt femvåningshus i Bath efter stämningen mot Brown.
Baigent var frimurare och redaktör för tidskriften Freemasonry Today. Han tog även en Master of Arts i mysticism och religiös praktik vid University of Kent år 2000.
Vid 65 års ålder avled han av en hjärnblödning. Två dagar före sin död hade han färdigställt sin andra roman. Trots att han tillbringat större delen av sitt liv i England så ville han att askan skulle spridas i Nelson på Nya Zeeland, platsen där han växte upp.